# Trophée Stefano Fumagalli
Le Trophée Stefano Fumagalli (en italien : Trofeo Stefano Fumagalli) est une course cycliste italienne disputée à Gessate, en Lombardie. Créée en 1985, elle est organisée par l'AC Gessate. 
Durant son existence, cette épreuve fait partie du calendrier régional de la Fédération cycliste italienne, en catégorie 1.19. Elle est par conséquent réservée aux coureurs espoirs (moins de 23 ans) ainsi qu'aux élites sans contrat. 

## Palmarès
| Année | Vainqueur             | Deuxième              | Troisième         |
| ----- | --------------------- | --------------------- | ----------------- |
| 1985  | Alessandro Besana     |                       |                   |
| 1986  | Ivan Beltrami (it)    |                       |                   |
| 1987  | Ettore Manenti        |                       |                   |
| 1988  | Stefano Cimbri        |                       |                   |
| 1989  | Alberto Passera       |                       |                   |
| 1990  | Marco Botta           |                       |                   |
| 1991  | Nicola Giacomazzi     |                       |                   |
| 1992  | Francesco Arazzi (it) |                       |                   |
| 1993  | Giancarlo Raimondi    |                       |                   |
| 1994  | Giancarlo Raimondi    |                       |                   |
| 1995  | Ivan Quaranta         |                       |                   |
| 1996  | Marco Zanotti         |                       |                   |
| 1997  | Cristian Bianchini    |                       |                   |
| 1998  | Massimo Gerotti       |                       |                   |
| 1999  | Mikhaylo Khalilov     |                       |                   |
| 2000  | Maurizio La Falce     |                       |                   |
| 2001  | Cristian Tosoni       |                       |                   |
| 2002  | Luca Roveglia         |                       |                   |
| 2003  | Roland Turelli        |                       |                   |
| 2004  | Marco Gelain          |                       |                   |
| 2005  | Bruno Bertolini       |                       |                   |
| 2006  | Cristopher Bosio      | Mauro Maffeis         | Mirko Boschi      |
| 2007  | Edoardo Costanzi      | Enrico Montanari      | Mauro Maffeis     |
| 2008  | Gianluca Maggiore     | Anatoliy Pakhtusov    | Andriy Buchko     |
| 2009  | Federico Rocchetti    | Piergiacomo Marcolina | Alberto Gatti     |
| 2010  | Piergiacomo Marcolina | Yovcho Yovchev        | Eugenio Alafaci   |
| 2011  | Cristian Rossi        | Andrea Ziliani        | Erminio Gatti     |
| 2012  | Stefano Perego        | Alberto Cornelio      | Massimiliano Novo |
| 2013  | Jakub Mareczko        | Nicola Genovese       | Mirko Tedeschi    |
| 2014  | Andrei Voicu          | Xhuliano Kamberaj     | Alberto Cornelio  |
| 2015  | Filippo Rocchetti     | Marco Gaggia          | Francesco Rosa    |
| 2016  | Marco Maronese        | Simone Consonni       | Riccardo Minali   |
| 2017  | Leonardo Moggio       | Leonardo Bonifazio    | Moreno Marchetti  |
| 2018  | Leonardo Fedrigo      | Xhuliano Kamberaj     | Alessio Brugna    |
| 2019  | Alessio Brugna        | Attilio Viviani       | Daniele Cazzola   |